# BOK Center
BOK Center, ou Bank of Oklahoma Center, é uma arena multi-uso situada em Tulsa, Oklahoma. Sua capacidade máxima é de 19,199 pessoas com configuração central, mudando conforme os eventos ocorridos.